# Leonard Rydh
Carl Leonard Rydh, född 26 september 1882 i Stockholm, död 5 november 1962 i Djursholm, var en svensk företagsledare.
Rydh, som var son till direktör Johan Albert Rydh och Matilda Westlund, avlade studentexamen 1901 och studerade vid Kungliga Tekniska högskolan 1902–1904. Han blev ingenjör vid Värmelednings AB Calor i Stockholm 1905 och var efter faderns detta bolags verkställande direktör 1931–1947. Han var ordförande i Värmelednings AB Calor 1934–1947 och i Rörledningsentreprenörers förening, styrelseledamot i AB Sanitet, i Jönköpings Rörlednings AB, i Förlags AB VVS och i Thors kemiska fabrik. Rydh är begravd på Norra begravningsplatsen utanför Stockholm.